# Scota

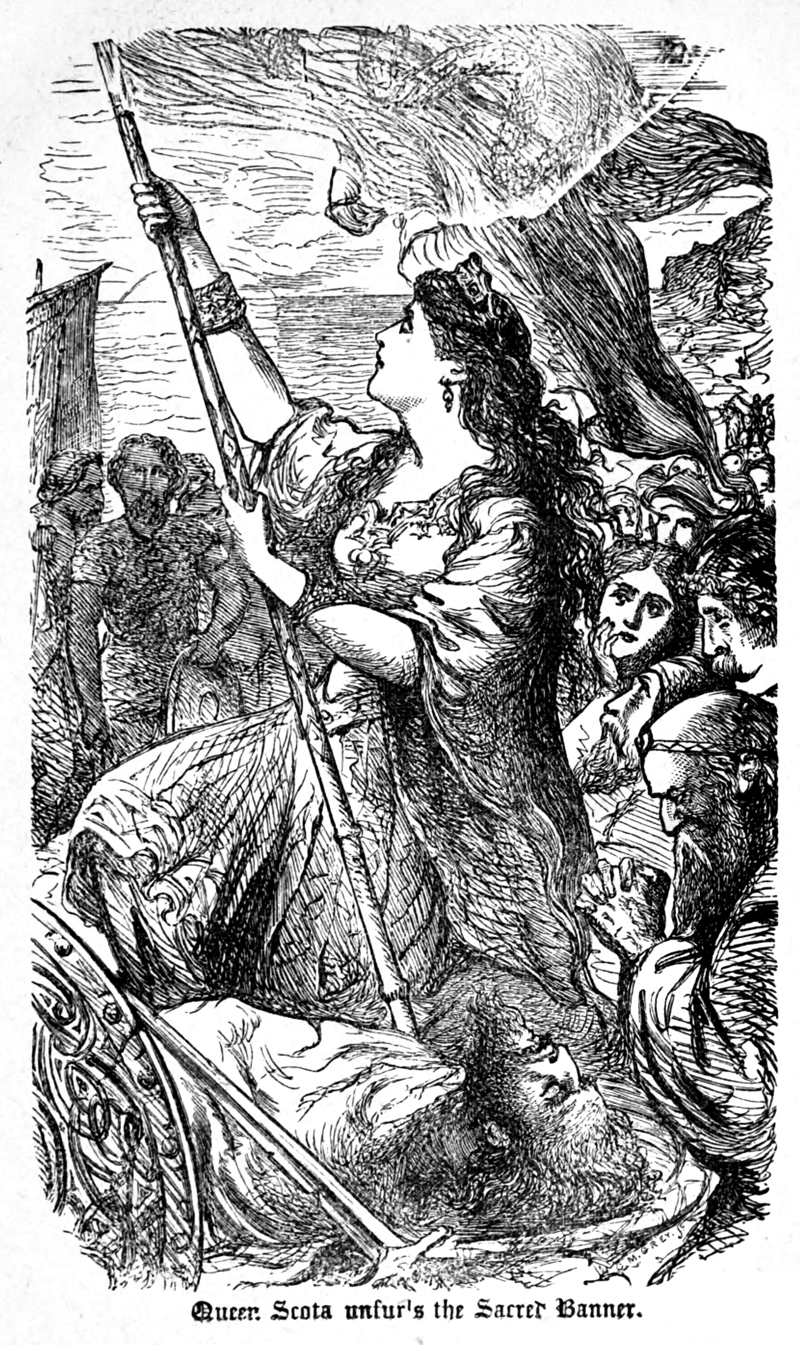
Scota in un libro illustrato di storia irlandese (1867)

Scota, nella mitologie irlandese e scozzese e nella pseudostoria, era una principessa egiziana alla quale si fanno risalire i Gaeli, spiegando così il nome di scoti usato dai romani per indicare i razziatori irlandesi, e più tardi per gli invasori irlandesi di Argyll e Caledonia che fu poi conosciuta col nome di Scozia.
Secondo l'antica cronaca medievale Lebor Gabála Érenn era figlia di un faraone (di cui non viene citato il nome). Sposò Nel, figlio di Fénius Farsaid, un babilonese che viaggiò fino alla Scizia dopo la caduta della Torre di Babele. Nel era uno studioso di lingue e fu invitato in Egitto dal faraone, che gli diede in moglie Scota. La coppia ebbe un figlio, Goídel Glas, l'antenato eponimo dei gaelici, che creò la lingua gaelica combinando le peculiarità delle 72 lingue esistenti.
Goídel (o suo figlio Sru) furono espulsi dall'Egitto poco dopo l'esodo degli israeliti da un faraone del XVII secolo a.C. che Goffredo Keating chiama Intuir. Dopo molto viaggiare i suoi discendenti giunsero nella penisola iberica (Iberia), dove nacque Míl Espáine e da cui mossero i figli di Míl, Éber Finn e Eremon, che conquistarono l'Irlanda, stabilendovi la presenza gaelica.
Secondo The Story of the Irish Race di Seumas MacManus, Scota sposò Niul, ma egli era il nipote di Gaodhal Glas. Poi un'altra Scota, che era anche lei una figlia di un faraone egiziano, sposò Miled (o Milesio). Questa seconda Scota lasciò l'Iberia con i suoi otto figli e le loro famiglie, dopo la morte di Miled, recandosi in Irlanda. Molti dei suoi figli morirono in viaggi, mentre lei perì durante la battaglia tra i milesi e i Tuatha Dé Danann.
Altre fonti affermano che Scota era figlia del faraone Neferhotep I e di sua moglie  Senebsen, moglie di Míl e madre di Eber ed Eremon. Míl aveva aiutato militarmente Neferhotep contro l'Etiopia e in ricompensa ebbe la mano di Scota. Nel 1571 Edmund Campion chiamò il faraone  Amenofi, Keating Cincris o Forann.